# Niko Sigur
Niko Kristian Sigur (Burnaby, Britanska Kolumbija, Kanada, 9. rujna 2003.) kanadsko-hrvatski je nogometaš koji igra na poziciji defenzivnog veznog. Trenutačno igra za Hajduk Split.

## Rani život
Rođen u Burnabyju u Kanadi i prvo je počeo igrati nogomet za Mountain United FC u Burnabyju, u kojem je osvojio pokrajinsko prvenstvo 2016. BC i naslov BCSPL Liga kupa 2018. Zatim je izabran da igra za Whitecaps FC Academy, gdje je osvojio prvenstvo USSDA Northwest Division 2018. Pohađao je regionalnu srednju školu Notre Dame na razini srednje škole, gdje je osvojio 2019. BC AA pokrajinsko prvenstvo.

## Sveučilišna karijera
Sigur je 2021. igrao jednu godinu sveučilišnog nogometa na Sveučilištu York. Tijekom svoje sveučilišne karijere započeo je u 10 od 11 utakmica, postigavši 2 gola i upisavši 1 asistenciju. Proglašen je sportašem tjedna u Yorku u studenom zbog svog polufinalnog nastupa u doigravanju, u kojem je postigao pobjednički pogodak protiv Ryersona u 119. minuti i upisao asistenciju u istoj utakmici. York će kasnije završiti sa srebrnom medaljom OUA prvenstvo tijekom svoje jedine sezone.

## Klupska karijera
Igrao je za "C" momčad Vaughan Azzurra 2021., upisao je 2 nastupa za klub. Potom se početkom 2022. preselio u Sloveniju, pridruživši se omladinskom pogonu NK Radomlje. Kasnije je prešao u splitski Hajduk kako bi igrao za njihovu akademiju, upisavši 2 gola i 3 asistencije u svojoj prvoj juniorskoj sezoni.
Nije imao pravo igrati u povijesnom natjecanju splitskog Hajduka u UEFA Ligi mladih zbog posebnog pravila prema kojem stariji igrači u juniorskim uzrastima moraju imati najmanje dvije godine klupskog iskustva kako bi mogli nastupiti.
Dana 3. kolovoza 2022. potpisao je ugovor s Hajdukom. Imao je svoj neslužbeni debi za prvu momčad u 4:1 prijateljskoj pobjedi protiv Uranije. Svoj službeni seniorski debi imao je u 2:0 pobjedi protiv Varaždina 22. travnja kao desni bek, zbog ozljeda Dina Mikanovića i Gergőa Lovrencsicsa.

## Reprezentativna karijera
Rođen u Kanadi, Sigur je hrvatskog podrijetla. U svibnju 2023. pozvan je u hrvatsku reprezentaciju za Europsko prvenstvo do 21 godine. Pozvan je i u seniorsku kanadsku nogometnu reprezentaciju, ali je odlučio predstavljati Hrvatsku. U kolovozu 2024. naknadno se odlučio da će igrati za Kanadu.

## Stil igre
Sigur je opisan kao vrlo tehnički vezni igrač koji može utjecati na igru na obje strane. Sigur sebe smatra defenzivnim veznim igračem koji također može igrati na nekoliko veznih pozicija. Može igrati i kao desni bek, kao što je prikazano na njegovom seniorskom profesionalnom debiju.

## Vanjske poveznice
- Profil, Hrvatski nogometni savez